# Halmstads stadsbibliotek

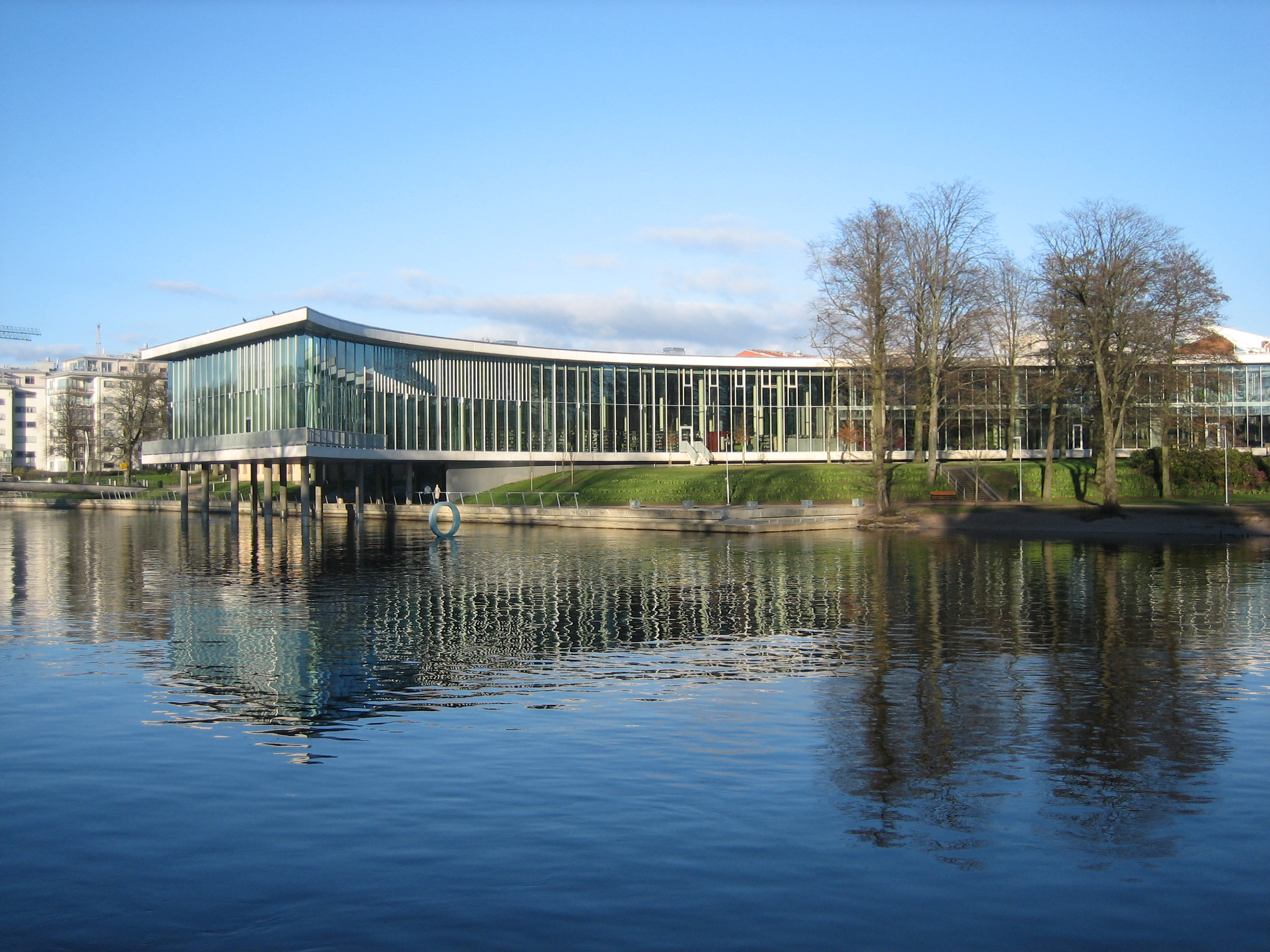
Halmstads stadsbibliotek med Nissan i förgrunden.

Halmstads stadsbibliotek ligger vid Nissans östra strand invid Kapsylparken i Halmstad. Det invigdes den 22 april 2006 och ersatte det tidigare Gamla stadsbiblioteket vid Fredsgatan, som öppnades 1953.

## Arkitektur
Stadsbiblioteket ritades av arkitekterna Mette Wienberg och Kim Holst Jensen vid Schmidt Hammer Lassens arkitektkontor i Århus, Danmark. Efter en arkitekttävling, där allmänheten fick rösta, så vann deras förslag till nytt stadsbibliotek med bred marginal över de andra förslagen. Resultatet av omröstningen ledde till att vinnande förslag också kom att byggas.
Byggnadens form är helt unik och skapad efter de träd, som stod och står på tomten. Arkitekterna lade helt enkelt ett papper på markplanen och drog upp byggnadens form efter träden. Fasaden är täckt helt i glas och en del av byggnaden vilar på pelare i Nissan. Det nya biblioteket inrymmer även bibliotekskafé och nyhetsrum, sagorum och föreläsningssalar samt Halmstads Konsthall. Stadsbiblioteket fick Halmstads byggnadsnämnds arkitekturpris 2006.
Bibliotekets totala yta är 8 065 m2 varav 5 700 m2 är tillgängliga för besökare.

## Avdelningar

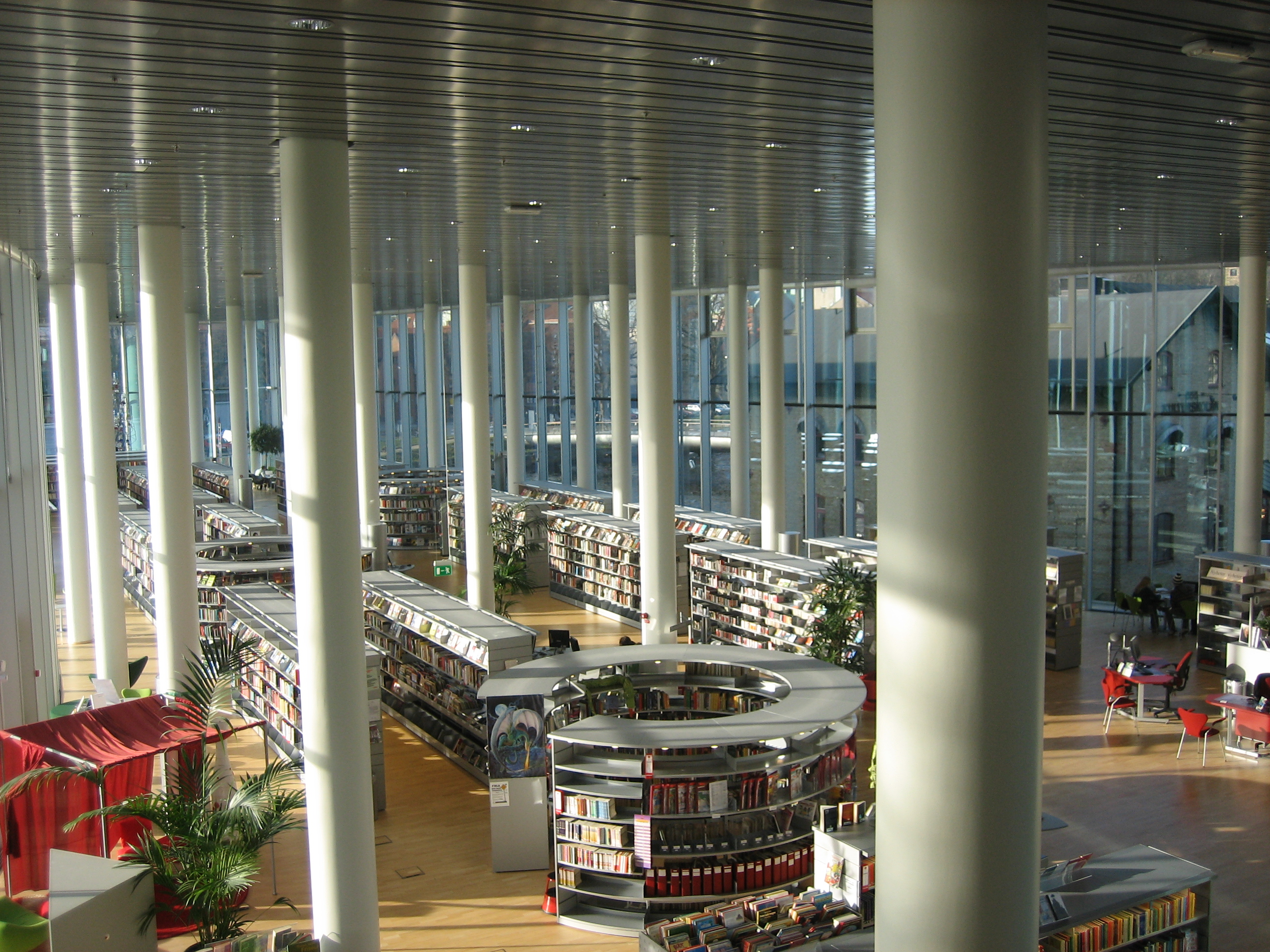
Översikt i biblioteket.

### Entréplan
På entréplanet finns reception, barnavdelning, unga vuxna-avdelning, talboksavdelning, skönlitteraturavdelning, sagorum, verkstad, sammanträdesrummet Elsarummet, Halmstads Konsthall, Bibliotekscafé och digitala rummet Enter.

### Övre plan
Övre planet är speciellt utformat för studieverksamhet och innehåller facklitteraturavdelningen, lokalhistoriskt material, släktforskningsavdelning, tidningsavdelning samt större delen av de tillgängliga studieplatserna. 

### Nedre plan
Nedre planet är i huvudsak ett magasinsplan, men här finns också en tyst läsesal, tre studierum samt samlingssalen Klarasalen.

### Information
De platser där besökaren snabbast kan hitta och få hjälp av bibliotekspersonalen är vid informationsdiskarna och vid receptionen. Möblerna i informationsdiskarna kännetecknas av röda färger. Informationsdiskar finns vid facklitteraturavdelningen, skönlitteraturavdelningen och barnavdelningen.

## Teknik
De flesta lån kan skötas utan personalens hjälp − undantaget tv-spel och fjärrlån. Fyra höj- och sänkbara utlåningsautomater finns utspridda på varje avdelning. Återlämning sker i återlämningsroboten bredvid receptionen. Roboten sorterar böckerna i olika fack för att underlätta för personalen när böckerna skall sättas tillbaka på respektive bokhylla.
Datorer finns att låna för tillgång till Internet, ordbehandling, etc. En del av dessa kan endast användas av barn upp till 15 år. Några datorer är också reserverade för släktforskare. I Enter finns en blandning av både PC och Mac, som går att utnyttja. Runt om i huset finns flera datorer tillgängliga för sökning i bibliotekskatalogen. 
I Enter samt på fackavdelningen finns kopiatorer, som även fungerar som skrivare och skanner.

## Konstnärlig utsmyckning

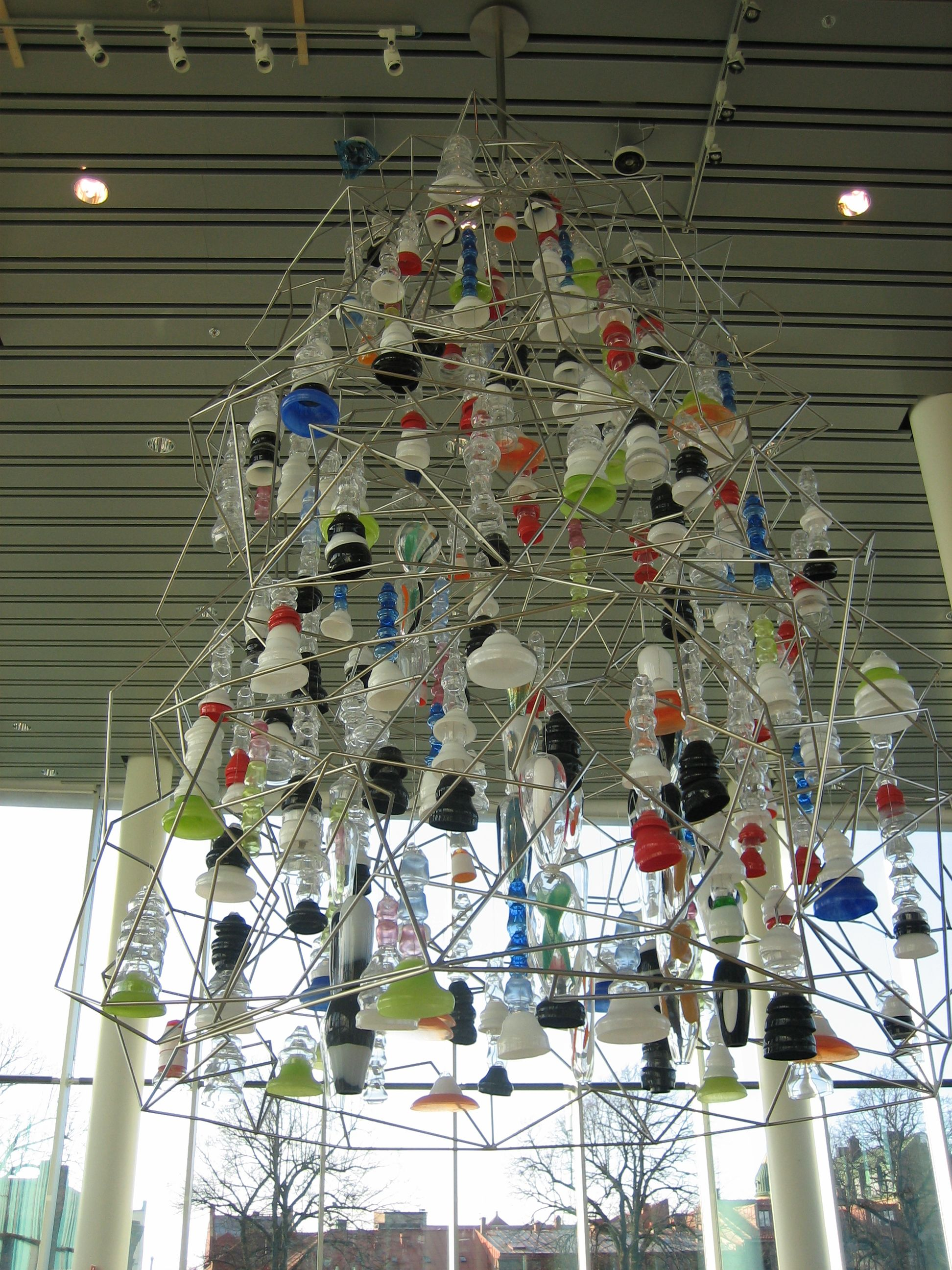
Konstverket "Another Thinking Bell" i taket av utlåningshallen.

På skönlitteraturavdelningen närmast Nissan hänger konstverket "Another Thinking Bell" av den norske konstnären Olav Christopher Jenssen.
Det 450 centimeter och 290 centimeter stora konstverket består av 600 glasdetaljer upphängda i ett fackverk av rostfritt stål och väger 900 kg. Glasdetaljerna är tillverkade hos Åfors Glasbruk i Småland och fackverket är tillverkat i Berlin.
På balkongräcket ovanför barnavdelningen visas den permanenta videoutsmyckningen "Dagbok" av Mikael Ericsson.

## Bildgalleri

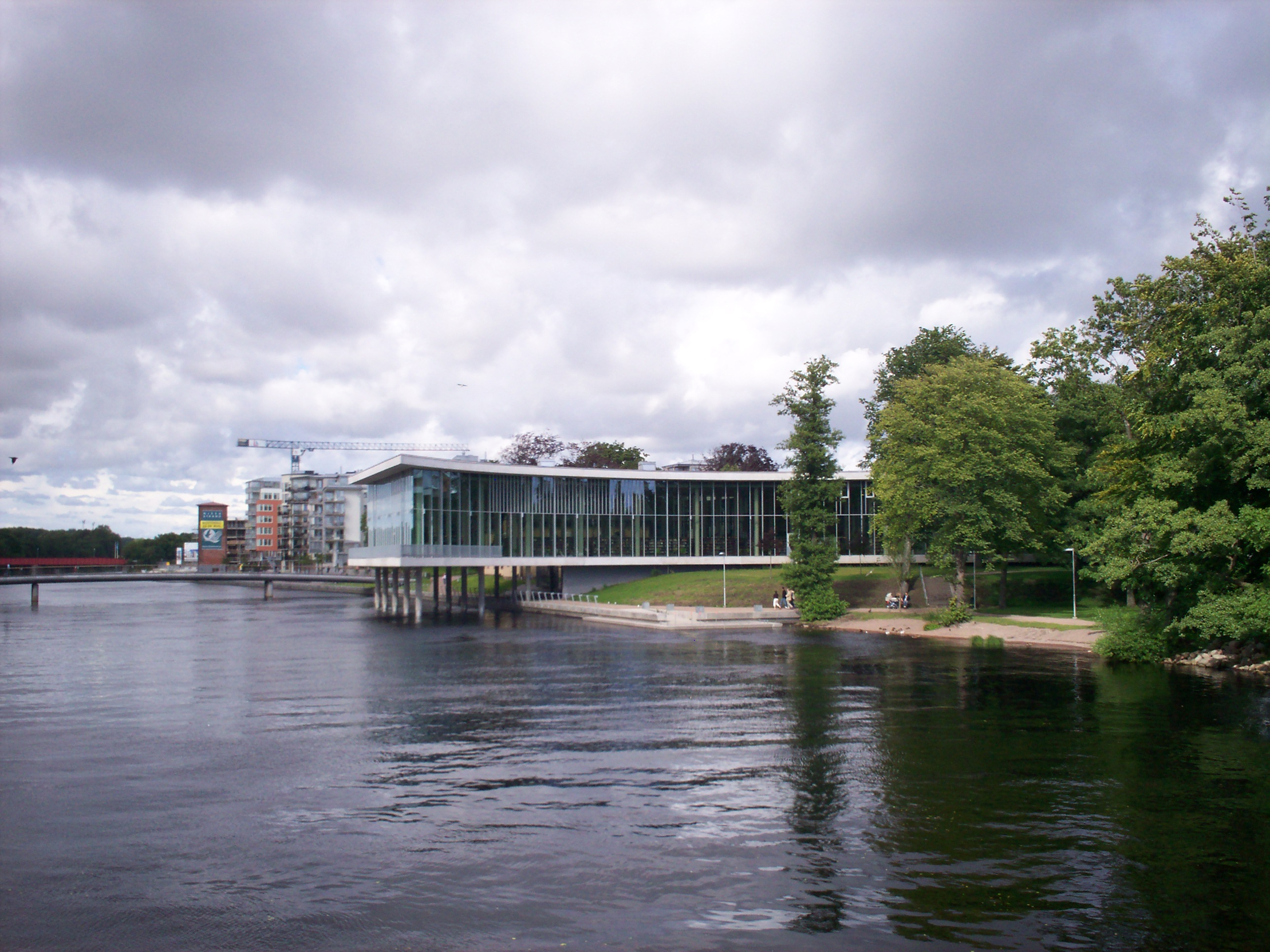
Biblioteket med en del av Kapsylparken i förgrunden.
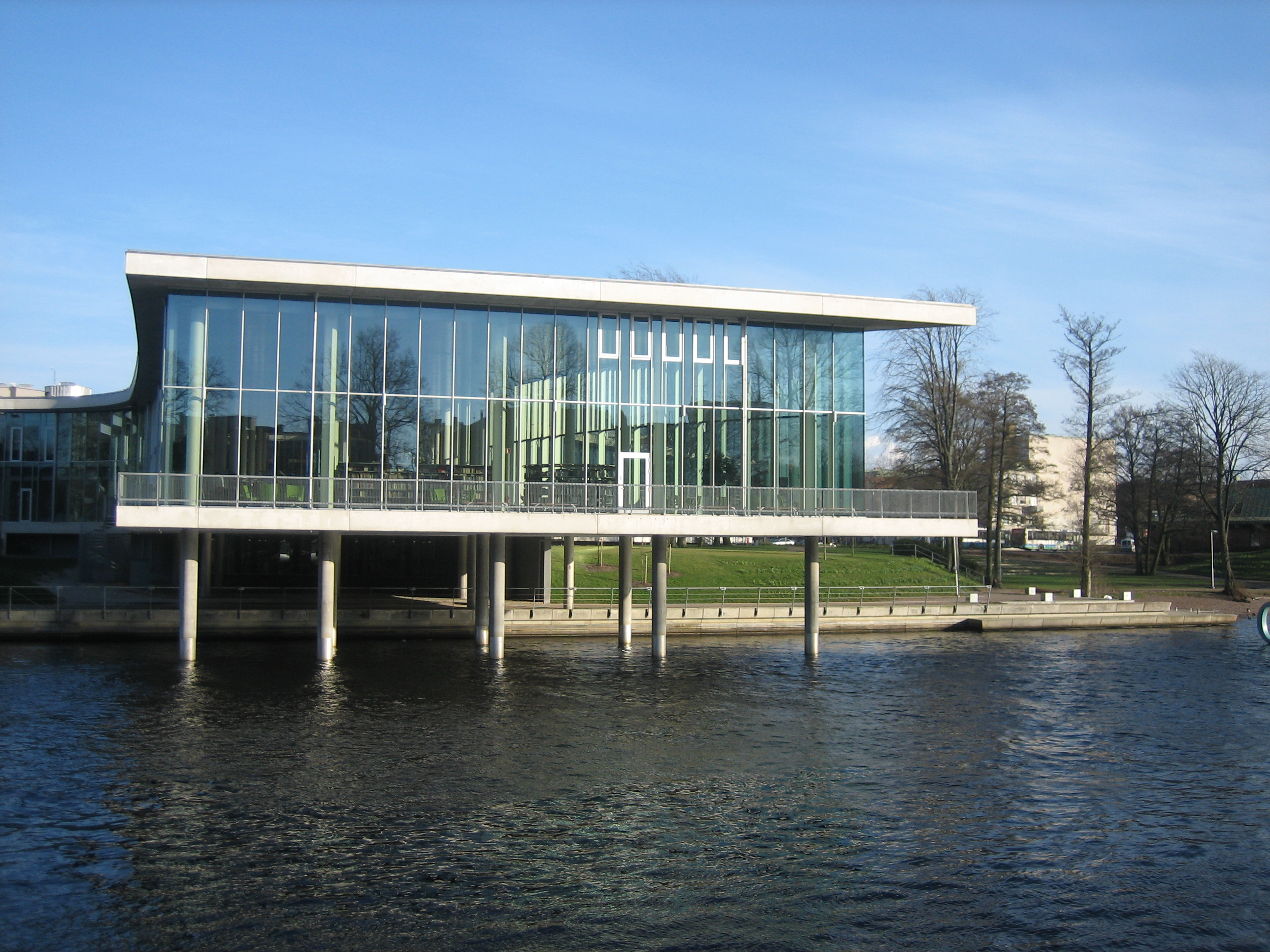
Biblioteket från andra sidan Nissan.
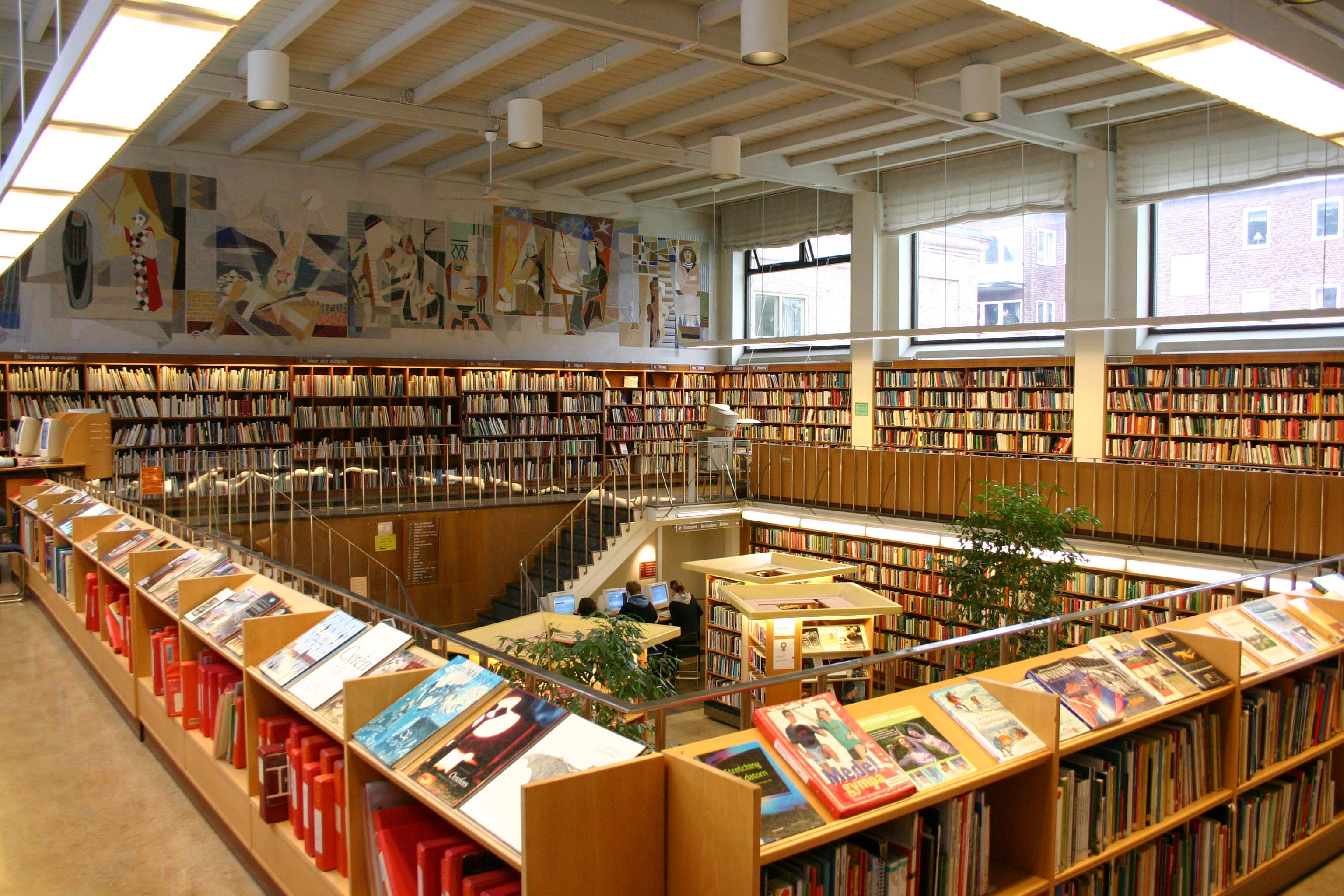
Gamla stadsbiblioteket
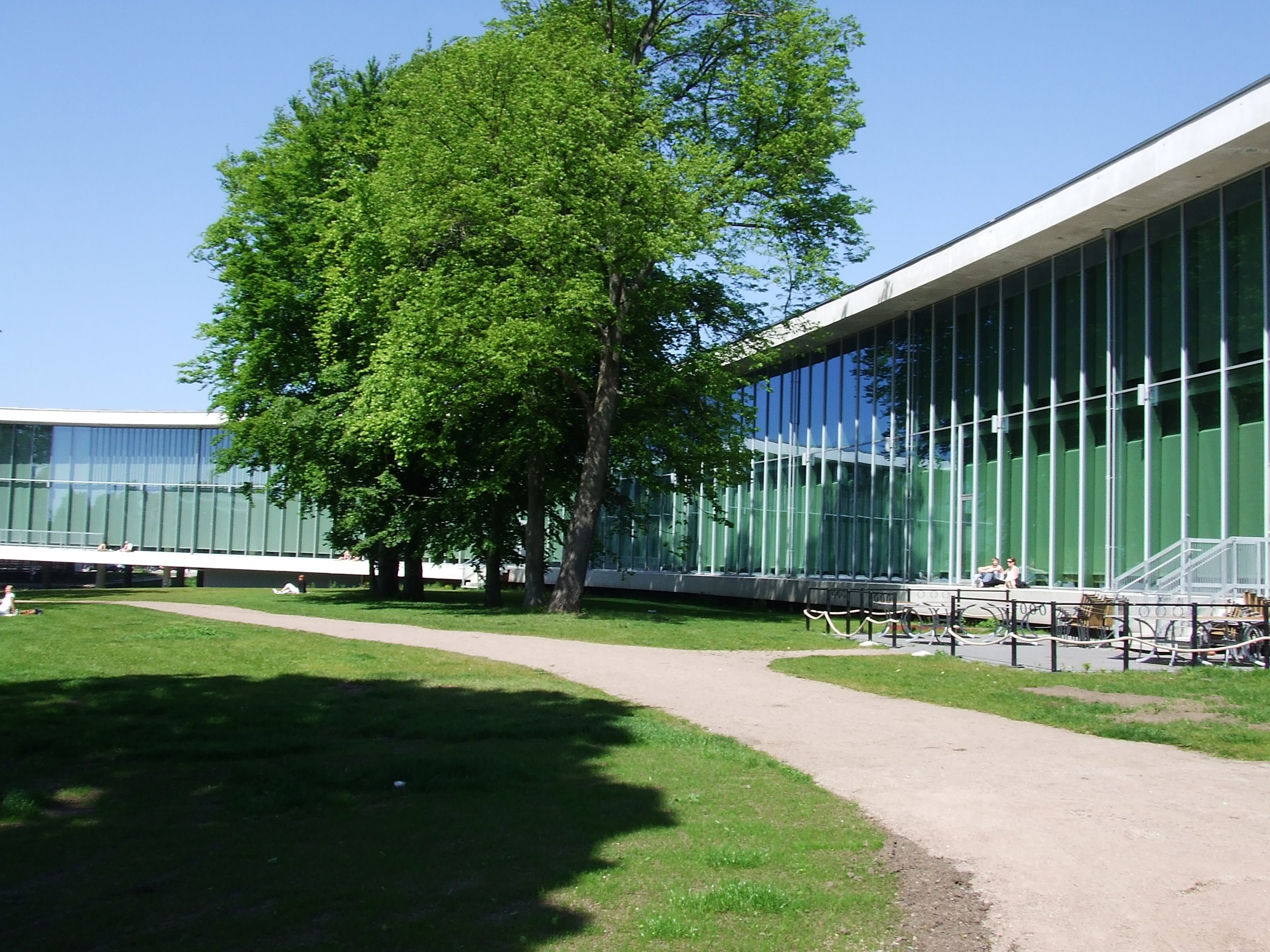